# كتش غرغ
كتش غرغ (بالفارسية: کچ گرگ) هي قرية تقع في قسم نغور الريفي (مقاطعة تشابهار) في إيران. يقدر عدد سكانها بـ 294 نسمة بحسب إحصاء 2016.